# Miasta Republiki Chińskiej
Lista zawiera spis wszystkich miejscowości w Republice Chińskiej, które posiadają status miasta (chiń. 市; pinyin shì).
| Nazwa       | Chiński | Hanyu pinyin | Liczba ludności (2010) | Powierzchnia (km²) | Jednostka administracyjna |
| ----------- | ------- | ------------ | ---------------------- | ------------------ | ------------------------- |
| Douliu      | 斗六市  | Dòuliù shì   | 106854                 | 93,7151            | Powiat Yunlin             |
| Hualian     | 花蓮市  | Huālián shì  | 109251                 | 29,4095            | Powiat Hualian            |
| Jiayi       | 嘉義市  | Jiāyì shì    | 272390                 | 60,0256            | —                         |
| Kaohsiung   | 高雄市  | Gāoxióng shì | 2773483                | 2946,2671          | —                         |
| Keelung     | 基隆市  | Jīlóng shì   | 384134                 | 132,7589           | —                         |
| Magong      | 馬公市  | Mǎgōng shì   | 57061                  | 33,9918            | Powiat Penghu             |
| Miaoli      | 苗栗市  | Miáolì shì   | 90703                  | 37,8878            | Powiat Miaoli             |
| Nantou      | 南投市  | Nántóu shì   | 104083                 | 71,6021            | Powiat Nantou             |
| Nowe Tajpej | 新北市  | Xīnběi shì   | 3897367                | 2052,5667          | —                         |
| Pingdong    | 屏東市  | Píngdōng shì | 211027                 | 65,067             | Powiat Pingdong           |
| Pozi        | 朴子市  | Pòzĭ shì     | 44093                  | 49,5737            | Powiat Jiayi              |
| Taibao      | 太保市  | Tàibǎo shì   | 36685                  | 66,8964            | Powiat Jiayi              |
| Taidong     | 台東市  | Táidōng shì  | 108870                 | 109,7691           | Powiat Taidong            |
| Tainan      | 臺南市  | Táinán shì   | 1873794                | 2191,6531          | —                         |
| Taizhong    | 臺中市  | Táizhōng shì | 2648419                | 2214,8968          | —                         |
| Tajpej      | 臺北市  | Táibĕi shì   | 2618772                | 271,7997           | —                         |
| Taoyuan     | 桃園市  | Táoyuán shì  | 2002060                | 1220,954           | —                         |
| Toufen      | 頭份市  | Tóufèn shì   | 97150                  | 53,3205            | Powiat Miaoli             |
| Xinzhu      | 新竹市  | Xīnzhú shì   | 415344                 | 104,1526           | —                         |
| Yilan       | 宜蘭市  | Yilán shì    | 95568                  | 29,408             | Powiat Yilan              |
| Yuanlin     | 員林市  | Yuánlín shì  | 125476                 | 40,038             | Powiat Zhanghua           |
| Zhanghua    | 彰化市  | Zhānghuà shì | 236503                 | 65,6947            | Powiat Zhanghua           |
| Zhubei      | 竹北市  | Zhúběi shì   | 141852                 | 46,8341            | Powiat Xinzhu             |